# Шкрабак, Татьяна Сергеевна
Татья́на Серге́евна Шкраба́к ― советская российская актриса театра и кино, Заслуженная артистка Российской Федерации (1994), Народная артистка Российской Федерации (2004).

## Биография
Родилась 11 октября 1948 года.
После завершения учёбы в средней школе поступила в Саратовское театральное училище, которое окончила в 1970 году. Получив диплом, в 1970 году начала служить в Саратовском театре юного зрителя имени Ленинского комсомола (ныне носит имя Юрия Киселёва)
С 1977 по 1978 год Шкрабак работала в Грозненском республиканском русском драматическом театре имени Михаила Лермонтова. В 1978 году переехала в Ростов-на-Дону, где двенадцать лет служила в Ростовском государственном театре драмы имени Максима Горького.
В 1992 году была приглашена в Театр Кирилла Серебренникова «Ангажемент». В 1996 году актриса вернулась в Ростовский театр драмы имени М. Горького.
Среди её работ в театрах можно отметить такие роли, как: Тео Фелт ― «Вниз с горы Морган» (Артур Миллер); Она «Идеальная пара» (Владислав Ветров); Госпожа Вальтер ― «Милый друг» Ги де Мопассан; Фелисити Честерфилд ― «Загнанная лошадь» (Франсуаза Саган).
С 1990 по 2020 годы актриса снялась в одиннадцати кинематографических и телевизионных фильмах, например, в таких, как: «Дневник убийцы» (2002), «Чики», «Капкан для монстра» (2020), «Юристы» (2018), в 2006 году сыграла главную роль жены Анатолия в фильме «Последний забой».
Татьяна Шкрабак в одном из интервью сказала о своей карьере в кино:

Да, несколько раз случалось играть в кино, но это было скорее любопытным опытом. Ведь в театре всегда идет подготовка, а кино сейчас как снимают: «Давайте попробуем это. Нормально, годится». Раньше фильмы советские режиссеры всегда репетировали, прежде чем приступить к съемкам.
За большой вклад в развитие российского театрального искусства Татьяна Сергеевна Шкрабак была удостоена почётных званий «Заслуженная артистка Российской Федерации» в 1994 году и «Народная артистка Российской Федерации» в 2004 годах.
Замужем за Сергеем Власовым, актёром Ростовского театра драмы имени Максима Горького, Заслуженным артистом Российской Федерации.

## Театральные роли
- Тео Фелт — Вниз с горы Морган, А. Миллер;
- Она — Идеальная пара", В. Ветров;
- Госпожа Вальтер — Милый друг, Г. де Мопассан;
- Фелисити Честерфилд — Загнанная лошадь, Ф. Саган;
- Татьяна — Пока я жива…, Н. Птушкина;
- Анисия Кирилловна — Шут Балакирев, Г. Горин;
- Хлестова — Горе от ума, А. Грибоедов;
- Турусина — На всякого мудреца довольно простоты, А. Н. Островский;
- Мать — Великолепная семейка, А. Николаи (реж. Анна Фекета);
- Фелисата Герасимовна Кукушкина — Доходное место, А. Н. Островский;
- Белиса — Влюблена! Умна, хитра…, Лопе де Вега (2004, реж. Николай Сорокин);
- Елизавета Английская — Королева, Роберт Болт;
- Кристина — Бегство от любви по пьесе «Ту степ на фоне чемоданов», Р. Баэр (2010, реж. Ирина Морозова);
- Этель — В тени виноградника, В. Мухорьямов по мотивам рассказа И. Зингера «Последняя любовь» (реж. Николай Сорокин).

## Работы в кино
- Сатана — эпизод, 1990
- Куба далеко 1999
- Ласточка, 1990
- Ростов-папа, 2000
- Новый Дон Кихот. История 8-я — Мария, 2000
- Вавилон. История 9-я — мама Лёни, 2000
- Сынок. История 10-я — мама Лёни, 2000
- Дневник убийцы — мама Полины, 2002
- Последний забой — Тоня, жена Анатолия, 2006
- Криминальный папа, 2013
- Юристы — Нина Сергеевна Сотникова, мать Антона, стоматолог, 2018
- Капкан для монстра — мать Сергея, 2020
- Чики — бабушка Марины, 2020
- Борщи — Комарова, 2022